# Ольжиново
Ольжиново (укр. Ольжинове; до 2025 годах — Ольгиново) — село, относится к Раздельнянскому району Одесской области Украины.
Население по переписи 2001 года составляло 223 человека. Почтовый индекс — 67131. Телефонный код — 8-04859. Занимает площадь 0,602 км². Код КОАТУУ — 5121655508.

## Местный совет
67130, Одесская обл., Раздельнянский р-н, пгт Цебриково, ул. Ленина, 1